# Porticus Margaritaria
La Porticus Margaritaria (dal latino "margarita", perla) era un edificio commerciale dell'antica Roma, in cui era attivo il commercio di gioielli.
Questo edificio è citato solo dai cataloghi regionari, che lo collocavano nella ottava Regio della città, corrispondente al Foro Romano.

## Ubicazione
Numerose iscrizioni, tutte dell'inizio dell'età imperiale, ricordano i gioiellieri e i margaritarii che avevano le loro botteghe de Sacra via"; perciò si ritiene che la Porticus Margaritaria fosse collocata sulla Via Sacra, probabilmente tra questa e la Via Nova, ad Est dell'Atrium Vestae, dove sono state rinvenute fondazioni dell'età di Nerone pertinenti ad un portico di accesso al vestibolo della Domus Aurea, trasformato successivamente in horreum tramite l'inserimento di tramezzi in laterizio.
I magazzini edificati sul preesistente edificio neroniano erano gli horrea Vespasiani, di cui oggi restano poche strutture murarie, fortemente danneggiate dal fatto che su di esse furono realizzate le strutture di sostegno degli Orti Farnesiani, strutture murarie che si presentano con scarse relazioni tra di loro e che solo in alcuni punti si conservano in alzato per alcuni metri.
Sebbene la parte principale dell'edificio fosse stata convertita in horrea, Lanciani riteneva possibile che una sua parte fosse divenuta, in epoca ancor più tarda, la porticus Margaritaria, in contrasto con l'opinione di Hülsen che, in accordo con Giordane, collocava il portico ai margini della Regio VIII, tra il foro Boario e il foro Olitorio.
Più recentemente, altri autori hanno sostenuto che il portico fosse ubicato presso il Velabro. Ad esempio Panciera (1970) sosteneva che fosse certamente da collocarsi in quest'area.
Per contro, a favore della localizzazione lungo la via Sacra del portico vi sono la presenza nell'area degli horrea piperataria, ubicati a nord della via Sacra e costruiti da Domiziano, in seguito distrutti dall'edificazione della basilica di Massenzio, in cui erano commercializzati altri generi d'importazione provenienti da Arabia ed Egitto ed estremamente costosi: pepe e altre spezie, e le Scalae Anulariae (scala dei produttori di anelli), che portavano al Palatino. Inoltre, a sostegno della ubicazione del portico nel Velabro, nel 2002 Papi cita due iscrizioni che sembrano far riferimento alla presenza di margaritarii nel Velabro, ma queste iscrizioni sono di lettura molto dubbia.